# Corona (planetaire geologie)

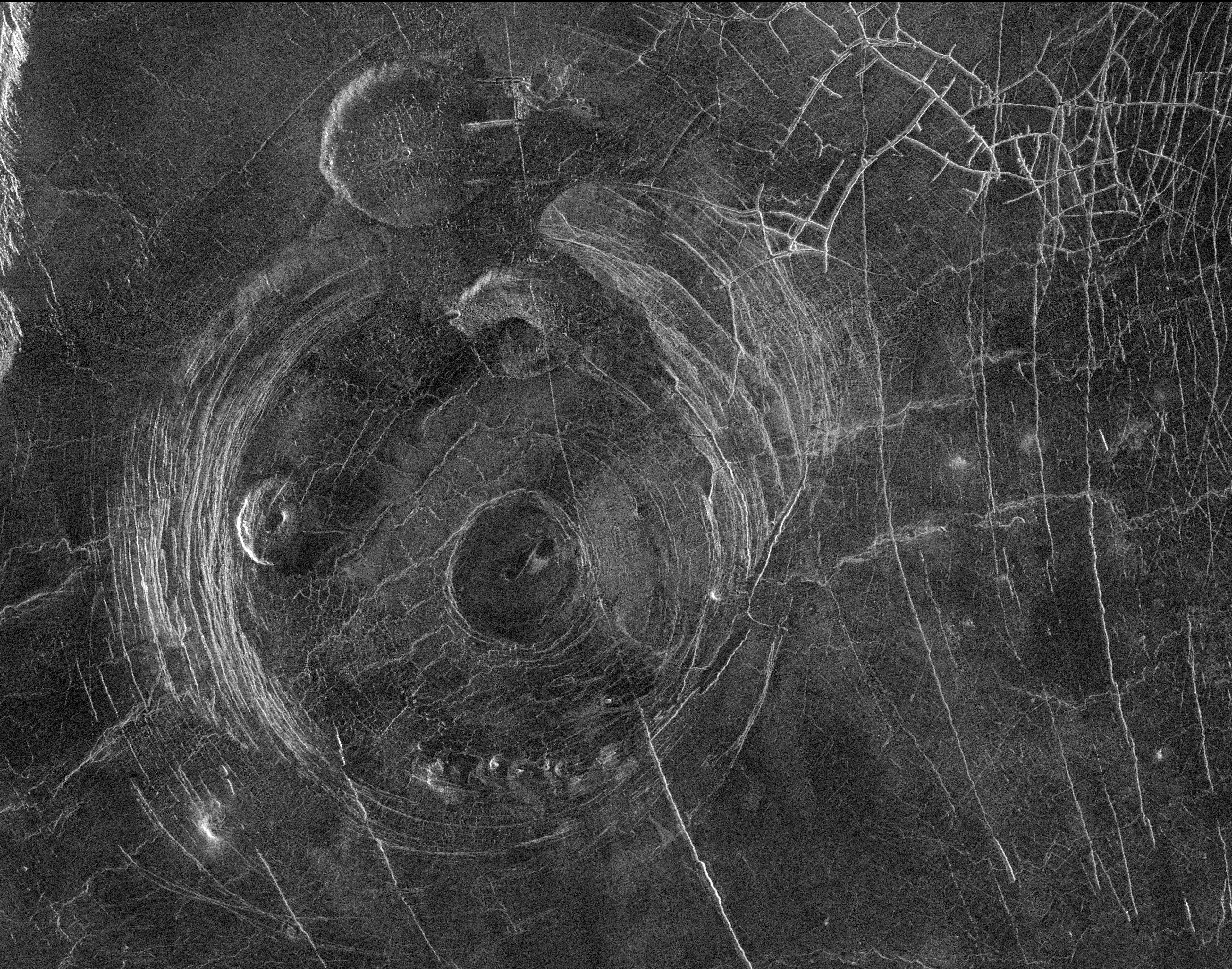
Fotla Corona

Een corona is in de planetaire geologie een ovaalachtige geologische formatie die voor zover bekend alleen voorkomt op Venus en de Uranusmaan Miranda. Mogelijk ontstaan dergelijke formaties doordat warm materiaal opwelt vanonder het oppervlak. De grootste corona op Venus is de Artemis Corona, met een diameter van ongeveer 2100 kilometer. Op Miranda zijn de coronae naar verhouding zeer groot en mogelijk veroorzaakt door diapirisme.

## Lijst van coronae op Miranda
- Arden Corona
- Elsinore Corona
- Inverness Corona

## Lijst van coronae op Venus
- Abundia Corona
- Achall Corona
- Acrea Corona
- Aeracura Corona
- Agraulos Corona
- Ak-Ene Corona
- Allatu Corona
- Ama Corona
- Ambar-ona Corona
- Ament Corona
- Among Corona
- Anahit Corona
- Anjea Corona
- Annapurna Corona
- Aramaiti Corona
- Artemis Corona
- Aruru Corona
- Ashnan Corona
- Asintmah Corona
- Asomama Corona
- Aspasia Corona
- Atahensik Corona
- Atargatis Corona
- Atete Corona
- Atse Estsan Corona
- Attabeira Corona
- Audhumla Corona
- Azham Corona
- Ba'het Corona
- Bachue Corona
- Banba Corona
- Bau Corona
- Beiwe Corona
- Belet-Ili Corona
- Benten Corona
- Benzozia Corona
- Beruth Corona
- Beyla Corona
- Bhumidevi Corona
- Bhumiya Corona
- Bibi-Patma Corona
- Bil Corona
- Blai Corona
- Blathnat Corona
- Blid Corona
- Boala Corona
- Boann Corona
- Bona Corona
- Branwen Corona
- Cailleach Corona
- Calakomana Corona
- Carpo Corona
- Cassatt Corona
- Cauteovan Corona
- Cavell Corona
- Ceres Corona
- Cerridwen Corona
- Changko Corona
- Chantico Corona
- Chanum Coronae
- Chiun Corona
- Chuku Corona
- Clonia Corona
- Coatlicue Corona
- Codidon Corona
- Colijnsplaat Corona
- Copia Corona
- Cybele Corona
- Damona Corona
- Demeter Corona
- Demvamvit Corona
- Deohako Corona
- Derceto Corona
- Dhisana Corona
- Dhorani Corona
- Didilia Corona
- Dilga Corona
- Disani Corona
- Dunne-Musun Corona
- Durga Corona
- Dyamenyuo Corona
- Dzuzdi Corona
- Earhart Corona
- Edda Corona
- Eigin Corona
- Eingana Corona
- Eithinoha Corona
- Elihino Corona
- Ekhe-Burkhan Corona
- Embla Coronae
- Emegelji Coronae
- Emegen Corona
- Enekeler Corona
- Epona Corona
- Ereshkigal Corona
- Erigone Corona
- Erkir Corona
- Eurynome Corona
- Eve Corona
- Fakahotu Corona
- Fatua Corona
- Fefafa Corona
- Feronia Corona
- Flidais Corona
- Fotla Corona
- Furachoga Corona
- Gaia Corona
- Gashan-Ki Corona
- Gefjun Corona
- Gertjon Corona
- H'uraru Corona
- Habonde Corona
- Hannahannas Corona
- Haumea Corona
- Heng-o Corona
- Hepat Corona
- Heqet Corona
- Hervor Corona
- Hlineu Corona
- Holde Corona
- Holla Corona
- Hulda Corona
- Hutash Corona
- Iang-Mdiye Corona
- Idem-Kuva Corona
- Ikas Coronae
- Ilmatar Corona
- Ilyana Corona
- Inacho Corona
- Inanna Corona
- Inari Corona
- Indrani Corona
- Isong Corona
- Ituana Corona
- Iweridd Corona
- Ixcuina Corona
- Iyatik Corona
- Jarina Corona
- Javine Corona
- Jord Corona
- Juksakka Corona
- Junkgowa Corona
- Kaltash Corona
- Kamadhenu Corona
- Kamui-Huci Corona
- Kapenopfu Corona
- Katieleo Corona
- Kayanu-Hime Corona
- Khabuchi Corona
- Khotun Corona
- Ki Corona
- Kolias Corona
- Kostroma Coronae
- Krumine Corona
- Kuan-Yin Corona
- Kubebe Corona
- Kulimina Corona
- Kumang Corona
- Kunhild Corona
- Lalohonua Corona
- Latmikaik Corona
- Latta Corona
- Lengdin Corona
- Libera Corona
- Lilwani Corona
- Ludjatako Corona
- Lumimuut Corona
- Ma Corona
- Maa-Ema Corona
- Madalait Corona
- Madderakka Corona
- Makh Corona
- Mama-Allpa Corona
- Maram Corona
- Mari Corona
- Marzyana Corona
- Masateotl Corona
- Maslenitsa Corona
- Mawu Corona
- May-Enensi Corona
- Maya Corona
- Mayauel Corona
- Mesca Corona
- Metra Corona
- Minona Corona
- Miralaidji Corona
- Mirizir Corona
- Miti Corona
- Modron Corona
- Momu Coronae
- Moombi Corona
- Mou-nyamy Corona
- Mukylchin Corona
- Muzamuza Corona
- Mykh-Imi Corona
- Nabuzana Corona
- Nagavonyi Corona
- Nalwanga Corona
- Nana-Buluku Coronae
- Nanen Corona
- Nang Pao Corona
- Naotsete Corona
- Navolga Corona
- Ndoi Corona
- Nefertiti Corona
- Nehalennia Corona
- Nei-Teukez Corona
- Nepret Corona
- Neyterkob Corona
- Nightingale Corona
- Nimba Corona
- Ninhursag Corona
- Ninkarraka Corona
- Ninmah Corona
- Nintu Corona
- Nirmali Corona
- Nishtigri Corona
- Nissaba Corona
- Nott Corona
- Nungui Corona
- Nzambi Corona
- Nzingha Corona
- Oanuava Coronae
- Obasi-Nsi Corona
- Obiemi Corona
- Obilukha Corona
- Oduduwa Corona
- Ohogetsu Corona
- Okhin-Tengri Corona
- Olwen Corona
- Omeciuatl Corona
- Omosi-Mama Corona
- Onatah Corona
- Onenhste Corona
- Ops Corona
- Orbona Corona
- Otau Corona
- Otygen Corona
- Pachamama Corona
- Pakoti Corona
- Pani Corona
- Parma Corona
- Partula Corona
- Parvati Corona
- Pasu-Ava Corona
- Pavlova Corona
- Pazar-ana Corona
- Perchta Corona
- Persephone Corona
- Phra Naret Corona
- Pölöznitsa Corona
- Pomona Corona
- Ponmakya Corona
- Prthivi Corona
- Pugos Corona
- Purandhi Corona
- Qakma Corona
- Qetesh Corona
- Quetzalpetlatl Corona
- Rabzhima Corona
- Rananeida Corona
- Rauni Corona
- Renenti Corona
- Repa Corona
- Rigatona Corona
- Rind Corona
- Romi-Kumi Corona
- Rosmerta Corona
- Rzhanitsa Corona
- Samdzimari Corona
- Samsing Corona
- Sand Corona
- Santa Corona (astronomia)
- Sarpanitum Corona
- Saunau Corona
- Schumann-Heink Corona
- Seia Corona
- Seiusi Corona
- Selu Corona
- Semiramus Corona
- Shiwanokia Corona
- Shulamite Corona
- Shyv-Amashe Corona
- Silvia Corona
- Simoting Corona
- Sinlaku Corona
- Sitapi Coronae
- Sith Corona
- Su-Anasy Corona
- Sulis Corona
- Sunrta Corona
- Sus-Khotin Corona
- Tacoma Corona
- Tadaka Corona
- Tai Shan Corona
- Takus Mana Corona
- Tamfana Corona
- Tamiyo Corona
- Tangba Corona
- Taranga Corona
- Tari Pennu Corona
- Teteoinnan Corona
- Thermuthis Corona
- Thouris Corona
- Tituba Corona
- Tonatzin Corona
- Toyo-uke Corona
- Triglava Corona
- Trotula Corona
- Tumas Corona
- Tunehakwe Corona
- Tureshmat Corona
- Tusholi Corona
- Tutelina Corona
- Ugatame Corona
- Ukemochi Corona
- Ulgen-ekhe Coronae
- Umay-ene Corona
- Urash Corona
- Utset Corona
- Vacuna Corona
- Vasudhara Corona
- Ved-Ava Corona
- Verdandi Corona
- Vesuna Corona
- Whatitiri Corona
- Xcacau Corona
- Xcanil Corona
- Xilonen Corona
- Xmukane Corona
- Xquiq Corona
- Ya-Yerv Corona
- Yanbike Corona
- Yaroslavna Corona
- Zamin Corona
- Zaramama Corona
- Žemina Corona
- Zemire Corona
- Zemlika Corona
- Zhivana Corona
- Zisa Corona
- Zywie Corona